# Peltoperleidus
Peltoperleidus è un genere di pesci ossei estinto, appartenente ai perleidiformi. Visse nel Triassico medio (Anisico/Ladinico, circa 244 – 240 milioni di anni fa) e i suoi resti fossili sono stati ritrovati in Europa (Svizzera e Italia).

## Descrizione
Questo pesce era di piccole dimensioni e solitamente non superava la lunghezza di 6 centimetri. Il corpo era snello e allungato, più o meno fusiforme. Peltoperleidus possedeva una volta cranica formata da una solida piastra composta da ossa frontali fuse e strette medialmente, ossa parietali quadrangolari e fuse medialmente e sopratemporali allungati e parzialmente fusi. La dentatura era composta solitamente da piccoli denti aguzzi, ma alcune specie (come P. macrodontus) erano dotate di denti più grandi e allungati nella mascella e nella mandibola, e di grandi denti a scalpello sulle ossa coronoidi e sul palato. Le scaglie di Peltoperleidus erano solitamente piccole e di forma romboidale, ma lungo i fianchi erano presenti due o tre file di scaglie molto alte. 

## Classificazione
Il genere Peltoperleidus venne descritto per la prima volta nel 1991, sulla base di fossili ritrovati in Svizzera in terreni della formazione Prosanto del Triassico medio; la specie tipo è P. ducanensis, ma dalla stessa formazione proviene anche la specie P. obristi. Dai famosi giacimenti di Besano e Monte San Giorgio provengono anche le specie P. bellipinnis, P. macrodontus e P. triseries.
Peltoperleidus è un rappresentante dei perleidiformi, un gruppo di pesci ossei dotati di un misto di caratteristiche antiquate e derivate, ben rappresentati soprattutto nel Triassico europeo e asiatico, ma diffusi in tutto il mondo. Peltoperleidus è affine al più famoso Perleidus.

## Paleobiologia
Peltoperleidus era un piccolo pesce dal corpo fusiforme, le cui prede principali erano probabilmente costituite da piccoli organismi dal guscio duro. Non doveva essere un pesce molto veloce, e probabilmente era più lento di animali simili come Meridensia e Platysiagum.